# Bruchhausener Burg
Die Bruchhausener Burg, auch Alte Burg genannt, ist ein ehemaliges Burghaus (Hof) und heutiges Wohnhaus in Bruchhausen, einer Ortsgemeinde im Landkreis Neuwied in Rheinland-Pfalz. Die Burg liegt oberhalb der Kirche an der Waldstraße 28–30. Sie ist eines der ältesten Häuser von Bruchhausen und steht als Kulturdenkmal unter Denkmalschutz.

## Geschichte
Die Burg wurde im 17. Jahrhundert von der Familie Spee von Langenfeld erbaut und bewohnt. Als weiterer Besitzer wird die Familie von Geyr genannt.
Im 17. Jahrhundert wurde die Burg von den Grafen von Spee bewohnt und war der Schauplatz des Dramas „Hexenkönigin von Bruchhausen“. Die Eintragung der Alten Burg in die Denkmalliste des Landes Rheinland-Pfalz erfolgte am 17. Oktober 2000.

## Beschreibung
Das spätgotische Gebäude (bezeichnet 1752) zeigt aufragende Giebel aus dicken Bruchsteinmauern mit Fachwerkanbauten aus späterer Zeit und umgrenzt mit den Wirtschaftsgebäuden, deren ältester Teil die Scheune ist, den Hof.
An der tiefsten Stelle des tief unter der Erde liegenden Gewölbekellers befindet sich ein liegender „Weinsarg“ mit strahlenförmig zuführenden Rinnen, die den in der Gärzeit oder durch Ungeschick auslaufenden Wein auffangen sollten.